# Maurice Colin
Pour les articles homonymes, voir Maurice Colin (homme politique) et Colin.
Maurice Colin, né le  30 mai 1913 à Nancy et mort le 14 mars 1999 à Ruffey-lès-Echirey, à Dijon, est un professeur honoraire à l'université de Dijon, agrégé de russe[réf. nécessaire] et d'allemand (1935), il a traduit notamment Alexandre Pouchkine et les fables de Ivan Krylov.
Il est le petit-fils de l'universitaire Charles Adam.

## Publications
- 1975 :  Krylov fabuliste : étude littéraire et historique, Paris, Pof - Publications, coll. « POF-études », 1975, 665 p. (ISBN 978-2-7169-0039-3 et 2-7169-0039-6)
- 2000 :   Fables de Krylov : Traduction et commentaire, Belles Lettres (ISBN 978-2-251-63053-3 et 2-251-63053-8)